# L'Apôtre Matthieu
L’Apôtre Matthieu (en néerlandais : De apostel Mattheüs) est un tableau du peintre baroque flamand Antoine van Dyck.

## Histoire
Le tableau n’est pas daté mais il est généralement admis qu’Antoine van Dyck l’a peint entre 1618 et 1620.  Il pourrait avoir été inspiré par la série d’apôtres peinte vers 1610 dans l’atelier de son maître Pierre Paul Rubens, que ce dernier a réalisé à la demande du duc de Lerma,,,.
L’Apôtre Matthieu fait partie de la « série Böhler », du nom du marchand d’art allemand Julius Böhler qui l’avait rachetée, vers 1914, à une collection privée italienne. Böhler a ensuite revendu les œuvres, une par une, à différents musées et particuliers,,,,.
En 2016, le tableau, qui appartenait alors à la collection privée de Madame Generet, a été légué, avec l’Autoportrait de Jacob Jordaens, à la Fondation Roi-Baudouin (Patrimoine). L’œuvre est désormais mise en dépôt à la Maison de Rubens à Anvers. Elle est jugée d’une importance capitale dans la mesure où il s’agit de l’unique portrait d’apôtres de Van Dyck conservé en Belgique,,,,.

## Description
Le tableau représente l’apôtre Matthieu comme une figure masculine à la fois forte et méditative. L’apôtre tient dans sa main une hallebarde et porte une chemise blanche dissimulée sous un manteau,.
On reconnaît dans le tableau des éléments caractéristiques du style de la « première période anversoise » de Van Dyck : une touche déliée qui permet au peintre d’obtenir une surface picturale uniforme, rehaussée par endroits d’une touche plus pâteuse.